# Balla Éva
Balla Éva (Veszprém, 1959. január 19. –) orvos, politikus, 1985 és 1990 között országgyűlési képviselő.

## Pályafutása
1983-ban a Semmelweis Orvostudományi Egyetem (SOTE) Általános Orvostudományi Karán orvosi oklevelet szerzett, majd csecsemő-gyermekgyógyász szakorvosi vizsgát tett. Ezután a Fővárosi Apáthy István Gyermekkórház Rendelőintézet segédorvosaként dolgozott.
Budapest 46. számú egyéni választókerületében (XIV. kerület) jutott mandátumhoz, miután 72,5%-os aránnyal legyőzte ellenfelét, Hujber Mártát. Az 1985-ös országgyűlési választásokon már kötelezővé tették a többes jelölést. Balla a Magyar Szocialista Munkáspárt (MSZMP) tagja volt, ezért amikor a párthatározattal szemben 1989 elején a Bős–nagymarosi vízlépcső tervezett építménye ellen szavazott, a Münnich Ferenc Baráti Társaság visszahívását kezdeményezte februárban.
Balla Éva 1989. október 14-én belépett a rendszerellenzéki Szabad Demokraták Szövetségébe (SZDSZ), ezzel ő lett a liberális párt első képviselője az Országgyűlésben. Hozzá csatlakozott SZDSZ-tagként 1990. január 15-től az időközi választás révén mandátumhoz jutott Tamás Gáspár Miklós, akivel megalakították az SZDSZ képviselői csoportját. Az 1990-es országgyűlési választáson nem került be a parlamentbe.